# Mary Gonçalves
Mary Gonçalves, nombre artístico de Nice Figueiredo Rocha, (Santos, 25 de octubre de 1927) es una actriz, y cantora brasileña.
En 1944, participó en el filme Gente Honesta, mas su nombre no apareció en los créditos oficiales. Al inicio de la década de 1950, fue contratada por la Rádio Nacional. En 1951, estrenó en disco, por la grabadora Sinter, interpretando los sambas-canción Penso em você y Só eu sei (de Paulo Soledade y Fernando Lobo), acompañada de Lírio Panicali y su conjunto de boite. En seguida, grabó el bolero Aquele beijo (de Claribalte Passos y Lírio Panicali) y el samba-canción Chega mais (de Pernambuco y Marino Pinto), con la orquesta de Lírio Panicali. También en ese año, grabó el samba São Paulo (de Antônio Maria y Paulo Soledade) y la marcha Carnaval na Bienal (de Heitor dos Prazeres). Y en esa época, fue contratada en la Rádio Nacional.
En 1952, fue elegida la Rainha do Rádio por 744.826 votos. Y en ese año, grabó para la Sinter el LP Convite ao romance en el cual incluyó tres composiciones de Johnny Alf: Estamos sós, O que é amar, y Escuta. También lanzó, en disco de 78 rpm, los sambas-canción Rotina (de Billy Blanco) y Vem depressa (de Klécius Caldas y Armando Cavalcânti). Al año siguiente, grabó con Lírio Panicali & Orquesta el baião Coreana (de Humberto Teixeira y Felícia de Godoy) y el bolero Aperta-me em teus braços (de José Maria de Abreu y Jair Amorim). Y también, el samba-canción Podem falar (de Johnny Alf).
Em 1954, terminó su discografía en Sinter con el samba-canción Dentro da noite (de Oscar Bellani y Luiz de França) y el beguine Não vá agora (de Billy Blanco). El mismo año, la contrató Odeon y grabó el bolero Obsessão (de José Maria de Abreu e Jair Amorim) e o samba-canção Diga (Júlio Nagib). En 1955, grabó el samba-canción Nem eu (de Dorival Caymmi) y el baião Meu sonho (de Luiz Bonfá). Y en 1956, el samba Deixa disso (de Newton Ramalho y Nanci Wanderley) y el samba-canción Patati-patatá (de Hianto de Almeida y Francisco Anísio). Según el periodista e investigador Sylvio Túlio Cardoso, "Grabó excelentes discos para la Sinter en 1951, pero no tenían una buena repercustión, debido a la mala calidad técnica, que la grabadora se jactaba poseer." Todavía en la década de 1950, abandonó la carrera artística, y se fue a vivir en Colombia.